# Tranjang
Tranjang is een bestuurslaag in het regentschap Ponorogo van de provincie Oost-Java, Indonesië. Tranjang telt 1269 inwoners (volkstelling 2010).